# John R. Forster
John R. Forster oft nur JR Forster (* 19. oder 20. Jahrhundert; † 7. April 1977:439) war ein gambischer Beamter und Politiker.

## Leben
| Parlamentswahl | Stimmen | Stimmanteil |
| -------------- | ------- | ----------- |
| 1966           | 1.564   | 59,95 %     |
| 1972           | 1.361   | 53,77 %     |

| Parlamentswahl | Stimmen | Stimmanteil |
| -------------- | ------- | ----------- |
| 1977           | 1.731   | 54,67 %     |

Forster gehörte in Bathurst (heute Banjul) der führenden Aku-Familie an. Er war ein hoch angesehener pensionierter Beamter und ein methodistischer Laienprediger. 1955 wurde er in den Stadtrat von Bathurst (Bathurst Town Council; BTC) gewählt. Sein frühes Interesse für die Kommunalpolitik wurde durch E. F. Small geweckt und gefördert, er trat aber erst nach dem Ausscheiden aus dem öffentlichen Dient bei der Post in die nationale Politik ein und schloss sich 1959 der United Party (UP) an.:165, 427
Forster trat als gemeinsamer Kandidat der United Party (UP) und der Gambia Congress Party (GCP) im Wahlkreis Bathurst Central bei den Parlamentswahlen in Gambia 1966 an. Er gewann den Wahlkreis mit 59,95 % der Stimmen, vor den Kandidaten Melvin B. Jones von der People’s Progressive Party (PPP) und den unabhängigen Kandidaten John Colley Faye, und erhielt dadurch einen Sitz im Repräsentantenhaus. Bei den folgenden Parlamentswahlen trat Forster erneut im Wahlkreis Bathurst Central als Kandidat der UP an. Mit 53,77 % der Stimmen lag er vor seinen Gegenkandidaten der PPP, Horace R. Monday, Sr. Forster trat am 4. und 5. April 1977 bei den Parlamentswahlen 1977 erneut im selben Wahlkreis, der nach Banjul Central umbenannt wurde, an. Er gewann auch diesmal den Wahlkreis mit 54,67 % der Stimmen, sein Gegenkandidat der PPP, Horace R. Monday, Sr., unterlag erneut.
Kurz nach der Wahl, nur wenige Stunden nach seiner Verkündung, verstarb Forster. Er wurde mit einem Staatsbegräbnis geehrt. Im Mai 1977 fand schon eine Nachwahl für diesen Wahlkreis statt, Horace R. Monday, Sr. (PPP) konnte den Wahlkreis, bei vier Gegenkandidaten, für sich gewinnen.
In der UP-nahen Zeitung The Gambia Echo ersetzte Forster I. A. S. Burjang-John als Herausgeber bis zur Einstellung der Zeitung im Dezember 1972.:165, 427:312

## Familie
Forster  war der älteste Sohn des Politikers Sir Samuel John Forster (1873–1940) und Neffe von E. F. Small.:165 Samuel John Forster (* 1912; † zwischen 1975 und 2001) war sein jüngerer Bruder.

## Auszeichnungen und Ehrungen
Die Fitzgerald Street in Banjul wurde um 2001  in J. R. Forster Street umbenannt.